# Gazi II. Geraj
Gazi II. Geraj  (turško II. Gazi Giray, rusko Газы II Герай, ukrajinsko Гази II Ґерай) je bil dvakrat kan tatarskega  Krimskega kanata, * 1554, † november 1607. 
Odlikoval se je v osmansko-safavidski vojni (1578–1590) in si pridobil zaupanje svojih osmanskih suverenov. Za kana je bil imenovan leta 1588, potem ko je njegova domovina doživela obdobje političnih pretresov. Med pohodom proti Ruskemu carstvu leta 1591 mu ni uspelo zavzeti Moskve, vendar mu je dve leti pozneje uspelo skleniti zanj ugoden mirovni sporazum. Nato je bil poklican, da podpre svoje osmanske zaveznike v dolgi turški vojni. V tej vojni je sodeloval v številnih vojaških ekspedicijah s središčem na Ogrskem. Konec leta 1596 ga je osmanski sultan Mehmed III. po nasvetu velikega vezirja Cığalazade Yusuf Sinan Paše za kratek čas odstavil v korist Fetiha I. Geraja. Tri mesece pozneje se je vrnil na oblast in vladal do svoje smrti novembra 1607. 

## Mladost
O Gazijevi mladosti je malo znanega. Domneva se, da je bil kanov sin,  poslan v čerkeško pleme Besleni, da bi se izuril v jahanju in vojaških veščinah. Njegovo ime je prvič omenjeno v listini, ki podrobno opisuje tatarski napad na Podolje leta 1575. Vzrok za napad je bil upor moldavskega kneza Ivana III. Groznega, ki ni hotel sprejeti povišanja davka, ki ga je moral plačevati Osmanskemu cesarstvu. Osmani so za pomoč v spopadu zaprosili Krimski kanat, ko so ugotovili, da so na Ivanovi strani posredovali zaporoški kozaki. Spopad se je končal osmansko usmrtitvijo kozaškega poveljnika Ivana Pidkova in odstavitvijo Ivana III.
Novembra 1578 je krimski kan Mehmed II. Geraj na osmanski strani  vstopil v osmansko-safavidsko vojno (1578–1590). Gazi Geraj je bil med vojaki, ki so sodelovali v odpravi. Krimska vojska pod vodstvom kanovega brata Adila Geraja je v kritični točki rešila oblegano garnizijo Šemahe in porazila Safavide. 
Prvi razkol med zavezniki je nastal, ko so Osmani Tatarom prepovedali plenilske pohode in vztrajali, da jih organizirajo v redno enoto svoje vojske. Ropanje je bil glavni cilj vseh tatarskih vojaških pohodov in glavni vir dohodkov navadnih vojakov, saj niso prejemali plače. Spor je bil rešen, ko je Tatarom uspelo oropati konvoj, ki je prevažal zakladnico Aras Kana.  
30. novembra se je tatarska vojska spopadla z glavnino safavidske vojske na reki Menla Hasan. Bitka je trajala tri dni in se končala s porazom Tatarov. Adil Geraj je bil ujet,  Gazi Geraju pa je uspelo pobegniti. Zaradi Adilove smrti v ujetništvu je Mehmed II. Geraj za kalgaja imenoval svojega sina Sadeta II. Leto kasneje je  Mehmed II. odšel na fronto  z okrepitvami, ki so mu po uspešnem napadu na Gence prinesel dovolj plena, da je poleti zapustil bojišče. Mehmedov mlajši brat Alp Geraj je medtem v Krimskem kanatu sprožil upor, da bi sam prevzel oblast. Osmani so po njegovi izjavi, da je neodvisen vladar in ne osmanski vazal, podvomili v njegovo zvestobo in ukazal Islamu II. Geraju, naj ga odstrani.
Gazi Geraj je ostal na Kavkazu na čelu majhne vojske. Pozimi 1579 se je odlikoval med nenadnim napadom na safavidsko taborišče v Genceju. Osmanski sultan ga je za to dejanje nagradil s 50.000 akčami. Spomladi 1581 je doživel poraz v bližini Šemahe in bil ujet. Potem ko je zavrnil številne predloge o sodelovanju, je bil zaprt v gradu Alamut. Med premeščanjem v Tabriz mu je uspelo pobegniti in se pridružiti Osman Paši v Erzurumu. V osmanski kampanji je sodeloval do smrti Osman Paše 30. novembra 1585. Nato je odpotoval v Carigrad, kjer je dobil kot letno rento mesto Jambol in tam živel do leta 1588. Tega leta je bil imenovan za kana namesto svojega brata Islama II. Geraja. Osmani so ga izbrali zaradi njegovega poznavanja delovanja Osmanskega cesarstva in izkušenj v vojaških zadevah. Njegovemu prihodu na prestol krimska plemenska aristokracija ni oporekala.

## Prvo vladanje
Prvo Gazi Gerajevo  dejanje na položaju kana je bilo imenovanje brata Fetiha Geraja in nečaka Nefta Geraja za svojega prvega in drugega dediča prestola (kalgaja oziroma nuraldina). Alp Geraj in njegov nuraldin Sakaj Geraj sta pobegnila v Konstantinopel oziroma Čerkezijo. Gazi Geraj je nato  začel krepiti obrambo meja kanata pred napadi kozakov, ki so  se okrepili po smrti Štefana Báthoryja leta 1586. Na izlivu reke Dneper je zgradil utrdbo in na Podolje poslal kazensko ekspedicijo. 
Širjenje ruskega vpliva na Kavkazu med vladavinama Ivana Groznega in Fjodorja I. so povzročili zaskrbljenost na Krimu. Gazi Geraj je izkoristil švedsko ponudbo za zavezništvo za napad na Moskovijo z juga, medtem ko so jo Švedi napadli s severa. 13. julija 1591 so krimski Tatari oblegali Moskvo, ko so ugotovili, da njihova konjenica ni kos sodobnim mestnim utrdbam, pa so obleganje prekinili. Kan je bil v kampanji ranjen in se je 9. avgusta z vozom vrnil v svojo palačo. Potem ko so pogajanja o miru propadla, je Fetih Geraj uspešno vdrl v Tulo in Rjazan ter odpeljal številne ujetnike, ki so jih pozneje prodali na trgih sužnjev v kanatu. Zaradi strahu pred vojno na dveh frontah so Moskovčani popustili, kanu podarili 10.000 rubljev in se strinjali, da bodo umaknili kozake s  Tereka in Dona. V zameno so Tatari poleti 1594 prisegli, da ne bodo napadali Rusije. 
Sporazum, sklenjen oktobra 1593, je omogočil krimsko intervencijo v dolgi turški vojni na Ogrskem, Rusija pa je lahko razširila svoje severne meje.
28. aprila 1594 je tatarska vojska na poti na Ogrsko prestopila mejo poljsko-litovske države. Tatari so vdrli preko tako imenovanega Tatarskega prelaza, ki ga je varoval Kaspar Kornis, častnik transilvanskega vojvode Sigismunda Báthoryja in poveljnik bližnjega gradu Huszt. Sledila je bitka, v kateri so branilci doživeli uničujoč poraz. Tatari so zatem pri Devirsinu (verjetno Debrecenu) ponovno porazili Madžare. Tatarske sile so se 31. julija združile z osmanskimi, ki jim je poveljeval  veliki vezir Hodža Sinan Paša. Dogodek so proslavili z vojaško parado v popolni opremi in pogostitvijo.  
Muslimanska vojska se je utaborila nasproti Gjurja, od katerega jo je ločevala istoimenska reka. 1. avgusta je osmansko-tatarska vojska prečkala reko in napadla grad Gjur, vendar je bila prisiljena na umak. Naslednji dan so začeli Osmani graditi most čez reko, ki je omogočil njihovim mušketirjem in topništvu, da so prišli bliže cilju. 27. septembra so napadli drugič in bili uspešni. Mesto je padlo. Del krimske vojske so preusmerili na utrdbo Pápa, ki so jo našli zapuščeno. Muslimani so nato začeli oblegati Komárom, vendar so obleganje kmalu po nastopu zime prekinili. Gazi Geraj se je umaknil v svoje zimsko bivališče in pustil svojih 2000 mož v Pápi in Székesfehérvárju. 
Dvorne spletke posmrti sultana Murata III. so preprečile osmanske načrte na Ogrskem. Še pomembneje je, da sta se vlaški vojvoda Mihael Hrabri in moldavski vojvoda Aron Tiran uprla osmanski oblasti. Konec januarja 1595 so Tatari, natovorjeni s plenom, začeli vračati domov. Ko so prečkali zamrznjeno Donavo na meji z Vlaško, so jih napadle Mihaelove čete. Utrpeli so uničujoč poraz in se vrnili v Silistro. Kan je obvestil velikega vezirja Serdarja Ferhad pašo o novem stanju v Vlaški in ga pozval, naj pošlje v Očakov ladjevje, da bo prepeljali 100.000 glavo vojsko pod vodstvom Fetiha Geraja na Balkan.  
Prihod Fetihove vojske septembra 1595 je sovpadal z osmansko odločitvijo, da Vlaško in Moldavijo iz tributarskih držav spremenijo v provinci. Gazi Geraj je izkoristil priložnost in zahteval, da enega od njegovih sorodnikov imenujejo za guvernerja nove province. Osmani so se zbali, da bodo Tatari v tem primeru združili Moldavijo s svojim kanatom, zato so na ta položaj imenovali Ahmed Bega. Tatari so potem, ko so premagali vojsko Sigismunda Báthoryja in Štefana Razvana, osvojili Moldavijo. Poljaki so se na to odzvali tako, da so zadolžili Jana Zamoyskega, naj zadrži tatarsko napredovanje v regiji. Nasprotni strani sta se 19. septembra 1595 spopadli v bitki pri Cecori in se nato dogovorili za umik ter priznali Jeremija Movilaa za novega moldavskega vojvodo.  
Kan je prezimoval v Benderju in sprožil številne diverzivne napade na Vlaško, medtem ko je Fetih Geraj skupaj z Osmani oblegal Eger. Habsburžani so medtem prečkali močvirja na območju Egerja in začeli ogrožati muslimanski vojski. Sledila je bitka pri Keresztesu  26. oktobra 1596, največja med to vojno, v kateri so zmagali muslimani.

## Drugo vladanje
Džigalazade Jusuf Sinan Paša je bil za njegovo vlogo v bitki imenovan za velikega vezirja. Gazi Geraja je takoj odstavil s položaja kana in na ta položaj povzdignil Fetiha I. Geraja. Glavna razloga  za odstavitev sta bila Gazi Gerajeva zavrnitev osebne udeležbe v kampanji in domnevne separatistične težnje glede Moldavije. Gazi Geraj je na sultana  naslovil pismo, v katerem je trdil, da je bila njegova odstavitev nepravična. Gazija so podprli številni vezirji, vendar njegovo pismo ni doseglo želenega učinka in sultan je ostal zvest svoji odločitvi. 
Fetih je svojo novo vlogo sprejel z nejevoljo, saj je poveljeval le 20.000 vojakom, Osmani pa mu zaradi svojih obveznosti na Ogrskem niso mogli zagotoviti okrepitev. Zgradil je svojo mrežo podpornikov, vendar je bil njegov vpliv še vedno omejen in tatarska vojska je zahtevala vrnitev starega kana. Džigalazade je bil 20 dni po imenovanju razrešen s tega položaja, kar je dodatno zapletlo situacijo. Novi veliki vezir Damat Ibrahim Paša je podprl idejo o ponovni postavitvi Gazija Geraja na položaj kana in Gazi Geraj se je s pomočjo dolgoletnega osebnega prijatelja Hamdan Age vrnil na prejšnji položaj. Fetih je pobegnil na polotok Taman, ki so ga nadzirali Čerkezi, in od tam v Konstantinopel, kjer so ga umorili. Gazi Geraj je v začetku leta 1597 ponovno prevzel oblast nad kanatom.
Kan je zavrnil sodelovanje v osmanski kampanji na Ogrskem leta 1597. Po obnovitvi premirja z Rusijo je poslal odposlance na Poljsko, Vlaško in Moldavijo, da bi dosegel koncesije.  
Krimska vojska se je vrnila na Balkan julija 1598. Ko so Osmani skušali preusmeriti svoje sile v Anatolijo zaradi izbruha dželalijskih uporov, je kan služil kot posrednik med sultanom in cesarjem Rudolfom II. In nato  aktivno sodeloval pri načrtovanju ofenzive na Vlaško. Na pohodu ob reki Moros so muslimani osvojili majhno utrdbo Canat in nato 1. oktobra oblegali svoj glavni cilj Varad. Zaradi velikega pomanjkanja smodnika in streliva ter težkih vremenskih razmer obleganje ni bilo uspešno. Habsburžani so izkoristili preusmeritev osmanskih čet v Vlaško in zavzeli Tato, Várpaloto in Veszprém ter obkolili Budim. Kan je zimo preživel v Somboru, tatarski kontingent pa je bil nameščen v Szegedu. Kan je zaradi pomanjkanje zalog sklenil oditi domov kljub večkratnim osmanskim zahtevam, naj ostane. Njegov načrt je mogoče pripisati podkupnini, ki jo je prejel od Rudolfa II.  
V kanatu je ostal do leta 1602 in v tem času resno zbolel. Svojo ženo je obtožil, da ga je začarala, in jo ukazal usmrtiti. Leta 1601 je izvedel, da je nuraldin Devlet Geraj s številnimi mirzami skoval zaroto, da bi ga ubili in prevzeli oblast. Zarotniki so bili povabljeni na pojedino, kjer so jih postrelili. Bratje Devleta Geraja so pobegnili v Čerkezijo ali Anatolijo, Selamet Geraj pa jim je sledil.  
Konec avgusta 1602 se je kan ponovno odpravil na ogrske ravnine. 23. septembra so bili Tatari poraženi v bitki pri Telzaynu, se vrnili v Silistro in se sredi oktobra združili z Osmani. Gazi Geraj je preživel zimo v Pečuhu, medtem ko je njegova vojska začela napadati Medžimurje, Lugoj, Sebeș, Tokaj in porečji Krke in Rábe. Ker sultan ni izpolnih njenih denarnih zahtev, je ob koncu zime odšla domov.
O zadnjih letih kanovega življenja je malo znanega. V kampanjah ni osebno sodeloval. Leta 1604 je na Ogrsko poslal svojega sina in kalgaja Toktamiša Geraja. V Čerkeziji je zgradil grad Gazikerman in kmalu zatem novembra 1607 umrl med izbruhom kuge. Nasledil ga je sin Toktamiš Geraj.

## Vir
- Türk, Ahmet (2000). »The Crimean Khanate Under the Reign of Ğazı II Giray«. Bilkent University Thesis. Bilkent University: 1–134. Pridobljeno 10. decembra 2017.

| Gazi II. Geraj Dinastija Geraj Rojen: 1554 Umrl: november 1607 |                                  |                           |
| Vladarski nazivi                                               |                                  |                           |
| Predhodnik: Islam II. Geraj                                    | Kan Krimskega kanata 1588 – 1596 | Naslednik: Fetih I. Geraj |
| Predhodnik: Fetih I. Geraj                                     | Kan Krimskega kanata 1596 – 1607 | Naslednik: Toktamiš Geraj |